# Madonna col Bambino tra i santi Nicola di Bari, Caterina d'Alessandria e un donatore
La Madonna col Bambino tra i santi Nicola di Bari, Caterina d'Alessandria e un donatore è un dipinto a tempera e oro su tavola (131x113 cm) di Gentile da Fabriano, databile al 1395-1400 circa e conservato nella Gemäldegalerie di Berlino.

## Storia
Per stabilire la provenienza della tavola, preziosa è la testimonianza di Amico Ricci del XIX secolo in cui riferisce di un documento di archivio del 1660 da lui personalmente consultato presso la famiglia Leopardi (ed oggi perduto) che attestava la tavola a Osimo (regione Marche) in quell'anno presso la stessa famiglia e proveniente da Fabriano, precisamente dalla chiesa di San Niccolò. La provenienza da San Niccolò è stata però messa in discussione recentemente da vari studiosi e considerata piuttosto un'assunzione del cronista data dalla figura di San Nicola nel dipinto e dalla prominenza della chiesa a Fabriano. Più probabile che il dipinto provenisse dalla chiesa di Santa Caterina in Castelvecchio, sempre a Fabriano, in quanto proprio in quegli anni era in atto un fervente rinnovamento artistico del monastero silvestrino (qui trasferito nel 1378-1382 e diventato olivetano nel 1397) per interessamento e sovvenzioni della famiglia Chiavelli, signori della città, ed anche perché lo stesso padre del pittore, rimasto vedovo, si era lì ritirato nel 1385. La figura di Santa Caterina d'Alessandria nel dipinto è compatibile con questa provenienza.
Amico Ricci riferisce anche di averla vista personalmente presso il signor Mossani a Roma nel 1829, proveniente l'anno prima da Matelica nelle Marche. Nel 1837 sarà venduta a Federico Guglielmo III di Prussia che la depositerà presso la Gemaldegalerie di Berlino dove si trova esposta ancora oggi.
La tavola era firmata sulla cornice dal pittore (gentilis de fabriano pinxit), come riportato più volte da persone diverse prima che venisse perduta o distrutta durante la Seconda guerra mondiale. I numerosi elementi stilistici che richiamano pittori operanti in Lombardia e l'assenza di quelli del proprio pittore del periodo veneziano (dove il pittore si trasferì dopo il 1402) e successivi hanno permesso di datare l'opera al periodo pavese dell'artista, intorno al 1395-1400.

## Descrizione
La scena mostra la Madonna col Bambino in trono, che guarda verso lo spettatore, affiancata dai due santi, Nicola di Bari e Caterina d'Alessandria, e dal donatore inginocchiato in basso, di proporzioni più piccole, secondo la tradizione medievale, ma comunque considerevoli. La sua figura è di profilo e rigidamente immota, con una buona resa della fisionomia individuale nel ritratto.
Maria poggia i piedi su una pedana decorata da archetti polilobati, a sua volta collocata sopra uno straordinario prato fiorito, con le specie vegetali indagate con grande cura, tra cui spiccano due alti gigli bianchi, tipico fiore offerto a Maria, simbolo della sua purezza. Tale caratteristica deriva dalla tradizione del gotico internazionale lombardo, nella cui area di influenza, verosimilmente a Pavia, Gentile ebbe la sua formazione. Due alberelli incorniciano la Vergine e scandiscono il ritmo della pala tra figure centrali e laterali, richiamando lo schema tradizionale del polittico. Nelle fronde si trovano serafini brulicanti che suonano, un omaggio esplicito alle miniature di Giovannino de' Grassi e alla rinomata officina miniaturistica pavese nota come Ouvrage de Lombardie. 
Al nome della chiesa alluderebbe la presenza di santa Caterina d'Alessandria a destra, individuabile dalla palma del martirio in mano e dal tradizionale attributo della ruota dentata che qui è rappresentato molto piccolo e sembra quasi un gioiellino nascosto sotto la sua scarpa sinistra. San Nicola di Bari è raffigurato con i suoi consueti attributi vescovili (pastorale rosso, mitria e piviale). 
Il donatore inginocchiato è stato riconosciuto come un mercante, forse Ambrogio di Bonaventura (m. tra il 1395 e il 1408), il cui marchio dorato (un cerchio attraversato da raggi e sormontato da una croce) spicca ai suoi piedi.

## Stile
Lo stile rimanda inequivocabilmente alla tradizione tardogotica, come il ritmico cadere delle pieghe dei panneggi in linee sinuose, l'ingentilimento ricercato dei volti femminili, la rappresentazione aristocratica dei santi e della Vergine per mezzo di spille e tessuti preziosi, il naturalismo degli elementi vegetali e degli oggetti, la ricerca del dettaglio, l'uso decorativo dell'oro, la prospettiva intuitiva, etc.
Le vesti sono indubbiamente un elemento prezioso dell'opera. Il corpicino di Gesù è avvolto da Maria in un panno foderato di pelliccia, morbida e calda, resa grazie a uno stratagemma pittorico fatto di tanti trattini stesi in punta di pennello, spesso debordanti e coperti con gradazioni diverse da uno strato traslucido che permette sfumature ovattate e delicatissime, che è tipico del pittore già in questa opera precoce. La stessa resa materica si ritrova anche nel soppanno bianco di Caterina, abbigliata con lo sfarzo di una principessa dell'epoca. La sottoveste rossa di Maria è resa da una finissima trama reticolata in cui la luce e le ombre sono modulate da stesure variabili di vernice translucida. Il soppanno di Maria è invece reso da un puntinismo di sapore tutto lombardo, ma qui con effetti molto più sorprendenti, reso con oro a missione, dove i singoli puntini variano in dimensione e frequenza per rendere i charoscuri delle singole pieghe.
Notevole è l'abilità del pittore di utilizzare l'oro, non tanto per lo sfondo, ma soprattutto per i dettagli naturalistici, come la trama sull'orlo del manto di Maria e del piviale di San Nicola, le due spille a fermare gli stessi manti, le venature lignee sulla pedana della Vergine, la trama puntinata del soppanno della Vergine, i pistilli sulla veste fiorita di Caterina o le rondelle puntinate sul piviale di San Nicola, le rilegature dettagliate del libro di Caterina, le foglioline sugli alberi a mimetizzare i dettagliati strumenti musicali dei serafini, etc.
Un altro chiaro indizio della paternità gentilesca è il gesto della mano in scorcio di san Nicola, che sembra uscire dal dipinto, secondo un procedimento illusionistico che venne messo a punto meglio in opere successive, come la Pala Strozzi. Altre caratteristiche tipiche sono la fisionomia di Maria, con gli occhi grandi come nella Madonna col Bambino in gloria tra i santi Francesco e Chiara, o l'attenzione alla riproduzione di gioielli, come le spille che reggono i manti della Vergine e di Nicola.
Sono molte le considerazioni che hanno permesso di datare l'opera al periodo pavese dell'artista, intorno al 1395-1400. I volti di tutte le figure, seppure ingentiliti, hanno tratti anatomici risentiti e pungenti, come i menti appuntito e globosi delle due figure femminili o i trattini sporgenti sotto il naso della Vergine, in analogia alla Madonna col Bambino in gloria tra i santi Francesco e Chiara della Pinacoteca Malaspina di Pavia e in opposizione alle successive opere veneziane come il polittico di Valle Romita, in cui i carnati sono più fusi e risolti in superficie dal colore. Anche il naturalismo e profondità morale delle due figure maschili avvicina l'opera al San Francesco della coeva tavola pavese. La pennellata per descrivere i dettagli è più leggera e liquida delle opere successive veneziane, dove è più in rilievo e corposa, facilitata da una maggiore ricchezza materica. Il sole raggiato con tante fiammelle ondulate raccolte a spirale sulla spilla del Santo ricordano la "raza" di Gian Galeazzo Visconti al cui servizio il pittore lavorava a Pavia. Anche i succitati puntini dorati e figurine miniarurizzate che spuntano dalla vegetazione sono ricorrenti in Lombardia, contribuendo ad assegnare l'opera al periodo pavese del pittore.